# Laurene Powell Jobs
Laurene Powell Jobs (West Milford, 6 novembre 1963) è un'imprenditrice e filantropa statunitense, vedova ed erede di Steve Jobs e inserita nel giugno 2019 da Forbes al 54º posto tra le persone più ricche del mondo con un patrimonio netto di 21,2 miliardi di dollari..

## Biografia
Cresce a West Milford, nel New Jersey, consegue una laurea in Scienze Politiche presso la School of Arts and Sciences dell'Università della Pennsylvania e una laurea in Economia presso la Wharton School della University of Pennsylvania nel 1985. Ottiene anche il MBA dalla Stanford Graduate School of Business nel 1991. 
Nell'ottobre 1989 Steve Jobs, cofondatore di Apple Inc., tiene una conferenza "View from the Top" alla Stanford Business School. Laurene Powell, studentessa dell'MBA, vi partecipa e inizia una conversazione con Jobs. I due finiscono per cenare insieme quella sera. Un anno e mezzo dopo, il 18 marzo 1991, si sposano in una cerimonia all'Ahwahnee Hotel nel Yosemite National Park. A presiedere le nozze Kobun Chino Otogawa, un monaco buddista Zen. 
È la fondatrice di Emerson Collective, che sostiene le politiche in materia di istruzione, giustizia sociale, riforme sull'immigrazione e conservazione dell'ambiente. Controlla il Laurene Powell Jobs Trust, precedentemente noto come Steven P. Jobs Trust, fondo che detiene 130-140 milioni di azioni (7-8%) di Walt Disney Company.
Nel settembre 2015 avvia il progetto XQ: The Super School Project, col quale intende ripensare la scuola pubblica statunitense da un punto di vista della formazione e dell'ammodernamento. Nel 2017 rileva la maggioranza di The Atlantic e investe in altre pubblicazioni noprofit, da Mother Jones a ProPubblica.

## Vita privata
Sposata con Steve Jobs nel 1991, rimane vedova nel 2011. Dal matrimonio tre figli: Reed, nato nel settembre 1991, Erin nel 1995 e Eva nel 1998. Laurene è anche la matrigna di Lisa Brennan-Jobs (nata nel 1978), figlia di Steve da una precedente relazione. 
Vive a Palo Alto, in California. Nel maggio 2018 ha acquistato una proprietà a San Francisco per 16,5 milioni di dollari.